# Kelly McGillis
Kelly McGillis (Newport Beach, Califòrnia, 9 de juliol del 1957) és una actriu estatunidenca, famosa per la seva interpretació a Top Gun i a Witness, per la que va estar nominada al BAFTA i al Globus d'Or.

## Vida personal
- El 1979 es casà amb Fred Tillman, i el 1981 se'n va divorciar.
- El 1982 fou atacada i violada al seu apartament.[1] La traumàtica experiència inspirà l'actriu a acceptar el paper d'una advocada a la pel·lícula Acusats, on Jodie Foster va obtenir l'Oscar a la millor actriu.[2]
- El 1989 es casà amb l'empresari Boyd Black, amb qui va invertir en un restaurant, i van tenir dues filles: Kelsey i Sonora. El 2002 va divorciar-se'n.
- D'acord amb el llibre Sing Out, ella i Madonna mantingueren una relació sexual per un temps. El 2009, Kelly va assumir la seva homosexualitat.[3][4]

## Filmografia
- Reuben, Reuben (1983): Geneva Spofford
- Witness (1985): Rachel Lapp
- Top Gun (1986): Charlotte 'Charlie' Blackwood
- Made In Heaven (1987): Annie Packert/Ally Chandler
- Acusats (The Accused) (1988): Kathryn Murphy
- La casa del carrer Carroll (The House on Carroll Street) (1988): Emily Crane
- Cat Chaser (1989), d'Abel Ferrara
- The Babe (1992): Clare Hodgson Ruth
- Un noi anomenat North (North) (1994): mare amish
- Painted Angels (1998): Nettie
- At First Sight (1999): Jennie Adamson
- The Monkey's Mask (2001): Diana
- The L Word (2008): Coronel Gillian Davis